# Милтон Оботе
Аполо Милтон Оботе (енгл. Apolo Milton Obote; Акокоро, 28. децембар 1925 — Јоханезбург, 10. октобар 2005) био је председник и премијер Уганде.

## Биографија
Рођен је 1925. године у месту Акокоро на северу Уганде. након напуштања студија, некло је време учествовао у покрету за независност Кеније, након чега се 1956. године вратио у Уганду и постао члан Народног конгреса Уганде.
Одвео је земљу до независности од британских колонизатора 1962. године. Вршио је функцију премијера од 1962. године до 1966. године, када је парламент затражио истрагу због наводне умешаности Оботеа и Иди Амина у кријумчарење злата и слоноваче. Оботе је укинуо устав, затворио чланове опорбе и прогласио се председником 1966. године.
Амин га је свргнуо 1971. године, док је био на путу у Сингапур. После војног удара, склонио се у Танзанију. Оботеов пад поздравили су многи Уганђани.
Када су Амина срушиле танзанијске снаге 1979. године, Оботе се вратио у земљу и владао још пет година. Његов други председнички мандат обележио је крвави грађански рат. С власти га је срушила група официра 1986. године, а Оботе је побегао у Танзанију, па у Замбију.
Планирао је да се врати у Уганду, али је умро 10. октобра 2005. године од затајења бубрега у болници у Јоханезбургу. Приређена му је државна сахрана у главном граду Уганде, Кампали, октобра 2005. године.